# Cardioperla spinosa
Cardioperla spinosa är en bäcksländeart som beskrevs av Hynes 1982. Cardioperla spinosa ingår i släktet Cardioperla och familjen Gripopterygidae. Inga underarter finns listade i Catalogue of Life.